# Lamarque-Pontacq
Lamarque-Pontacq é uma comuna francesa na região administrativa de Occitânia, no departamento dos Altos Pirenéus. Estende-se por uma área de 10,85 km². Em 2010 a comuna tinha 875 habitantes (densidade: 80,6 hab./km²).